# Замок Скіатос
Замок Скіатос (грец. Κάστρο της Σκιάθου) — середньовічні укріплення на північній околиці острова Скіатос, Греція, яке було головним поселенням острова з середини XIV століття до 1829 року, наразі покинуте.

## Історія
Замок був заснований у 1360 році, коли місцеві мешканці втекли з іншого головного поселення, розташованого на тому ж місці, що і сучасне місто Скіатос через збільшення нападів турецьких піратів. Як і решта острова, замок залишався у володінні Візантійськиої імперії до падіння Константинополя у 1453 році, коли ним заволоділа Венеційська республіка. У 1518 році місцеві мешканці повстали проти місцевого губернатора Віченцо Баффо через його погане правління. Коли османський адмірал Хайр ад-Дін Барбаросса обложив замок у 1538 році, місцеві жителі вбили венеційського губернатора і дозволили османам увійти до замку в надії на поблажливе поводження, але османи вбили багатьох, а інших зробили рабами. Османи відремонтували замок у 1619 році. Венеційці здійснили рейд на Скіатос у 1655 році, а у 1660 році венеційський полководець Франческо Морозіні захопив замок.
Венеційське правління було жорстким адже багато хто був страчений або змушений виконувати функції веслярів на венеційських галерах. Під час грецької війни за незалежність на острові часто переховувались грецькі повстанці з гори Олімп. 14 липня 1826 року повстанці під проводом Цаміса Каратасоса зайняли замок.

## Архітектура
Замок розташований на скелястому мисі, оточеному з трьох сторін крутими скелями в найпівнічнішій частині острова. Замок має лише низькі стіни з цих сторін, і єдині його значні укріплення розташовані на півдні, де також був розташований його єдиний вхід, вузькі ворота, захищені дерев'яним підйомним мостом та казаном з окропом (грец. ζεματίστρα). Оборона замку також забезпечувалась гарматами, розташованими в амбразурах. Населення замку налічувало від 500 до 1500 людей, які проживали у будинках на невеликій території за їх щільної забудови. Там було 22 церкви, канцелярія та кілька цистерн. В османський період для турецького гарнізону було побудовано мечеть та резиденцію губернатора.

### Сучасність
Після залишення замку у 1830 році продовжували використовуватись лише дві церкви Святого Миколая та Різдва Христового. Наразі також відновлено церкви св. Марини та св. Василія, дві цистерни, османська мечеть, комплекс воріт та частина стін замку.